# Riu Salso

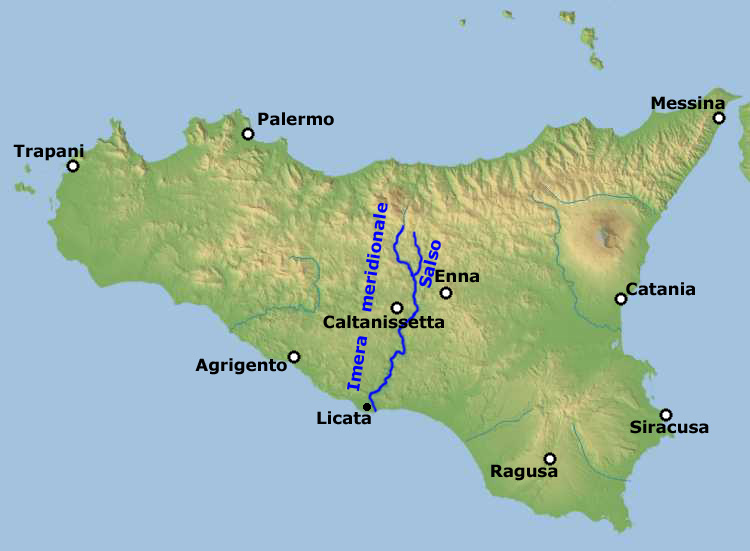
Localització

El riu Salso (en sicilià: Salsu), també conegut com l'Imera Meridionale (en grec: Ἱμέρας, en llatí Hímera), és un riu de la Sicília central i sud-oest. Neix a les muntanyes Madonie (llatí: Nebrodes Mons; sicilià: Munti Madunìi) i, travessant les províncies d'Enna i Caltanissetta, desemboca a la mar Mediterrània en l'extrem oest del golf de Gela al port de Licata, a la província d'Agrigent.
Amb un recorregut total de 144 km és el principal curs d'aigua de Sicília per longitud, però el segon per amplitud de la conca hidrogràfica (2.122 km²) després del riu Simeto.
El seu petit sistema de delta està dominat per processos marins més que fluvials. És un torrent estacional, amb breus però violentes inundacions durant les pluges hivernals –des de novembre fins a febrer–, i sec a la sequera estiuenca. El novembre de 1915 el pont de ferro que creua la desembocadura del riu va caure durant les inundacions, i 119 persones van ser arrossegades per la inundació i van morir.
Els meandres històricament canviants del riu creuant la baixa plana costanera han estat artificialment canalitzats como una part de l'estret de Sicília, i els pantans assecats per a l'agricultura. Fins finals del segle xix tenia dos canals de distribució, el segon 5 km a l'oest. La desembocadura del Salso ha avançat a temps històrics, i el vent i les onades anteriorment van distribuir la seva sorra i el seu llot a les platges del golf de Gela.

## Significat històric
Hímera va ser el nom antic de dos rius a Sicília, el riu Gran flueix cap al nord en la mar Tirrena, i el Salso a la costa sud de l'illa, però que, per una estranya confusió, van ser considerats per molts escriptors antics com un únic riu, que és per tant descrit com que sorgeix en el centre de l'illa, i fluïa en dues direccions diferents, de manera que dividiria completament Sicília en dues parts. És singular que, si es creu a Vibi Seqüestre, aquesta idea absurda és tan antiga com el temps d'Estesícor, qui era oriünd de la ciutat de Hímera. Pomponi Mela és l'únic dels antics geògrafs que l'ho acepta.
El Salso desemboca en el mar a Licata –l'antiga Fintias–). A la part superior del seu curs està compost de dos ramals quasi paral·lel l'un i l'altre; un avui anomenat el Fiume Grande que sorgeix a la vora de Gangi, l'altre, anomenat el Fiume di Petralia, de la ciutat homònima: és només després de la confluència dels dos que obté el nom de Salso. És impossible dir qui dels dos ramals és considerat pels ancians historiadors com el veritable Hímera; però en qualsevol cas el riu té un curs per damunt de 90 km de nord a sud, i les seves fonts no són per damunt de 24 km de la costa nord de l'illa. D'aquí que l'expressió de Polibi i Livi, que l'Hímera gairebé divideix tota l'illa de Sicília en dues parts, no sigui de cap mena inexacta. Però és evidentment que aquesta circumstància, junt amb el fet que hi ha un altre riu del mateix nom que desemboca a la mar Tirrena, va donar lloc a la faula anteriorment senyalada. Estrabó, qui no parla de l'Hímera del sud, aplica –evidentment per errada– quasi les mateixes paraules que Polibi al Hímera del nord.
Diodor Sícul assenyala la naturalesa salabrosa de les aigües de l'Hímera, que dona lloc al nom modern del riu Salso: això és causat per la unió d'un petit rierol a la vora de Caltanissetta, que flueix des de les mines de sal en aquesta zona. Gai Juli Solí erròniament adscriu aquesta qualitat a l'Hímera del nord; mentre que Vitruvi correctament només l'ho atribueix al riu del sud.
Històricament, l'Hímera meridional és notable per la gran batalla que es va lluitar en les seves ribes entre Agàtocles i els cartaginesos, on els darrers van obtenir una completa victòria, 311 aC; l'escena d'aquesta  batalla va ser a una breu distància de la desembocadura del riu, els cartaginesos ocupant el pujol del cap Ècnomus, mentre Agàtocles estava acampat a la riba esquerra. En un període molt anterior, 446 aC, va ser testimoni de la derrota dels agrigentins pels siracusans; i, novament, a la Segona Guerra Púnica, 212 a C, es va convertir en l'escenari d'un enfrontament entre Marc Claudi Marcel III i les forces cartagineses baix el mandat d'Hannó (fill de Bomilcar) i Epícides de Siracusa, en el que els segons van ser derrotats i van fugir fins a refugiar-se dins de les muralles d'Agrigent. Pel tractat conclòs amb Cartago per Jerònim de Siracusa, es va acordar dividir tota Sicília entre les dues potències, de manera que el riu Hímera (Salso) seria el límit dels seus respectius dominis. Però aquest acord mai no es va realitzar efectivament. Ptolemeu correctament situa la desembocadura de l'Hímera del sud a l'est d'Agrigent; és l'únic dels geògrafs que esmenta tots dos noms del riu. Una inscripció contenint la dedicatòria ΑΣΚΑΗΠΙΩ KAI IMEPA ΠΟΤΑΜΩ, es refereix, des que es va trobar a Caltanisetta, a l'Hímera del sud (el Salso).
El Salso va ser d'importància a l'antiguitat perquè, segons Diodor Sícul després d'una sèrie de conflictes entre els sículs i els sicans, el riu Salso va ser també declarat frontera entre els seus respectius territoris, els sículs a l'est i els sicans a l'oest.